# قيلة حالبية
القيلة الحالبية (بالإنجليزية: Ureterocele) هي عبارة عن خلل خِلقي يحدث في الحالب، حيث ينتفخ الجزء البعيد من الحالب عند موضع فتحته في المثانة، فيما يشبه الكيس. وغالبا ما ترتبط هذه الحالة مع تضاعف نظام الجمع، الذي يكون فيه حالبان مسئولان عن صرف الكلية الخاصة بهما بدلا من حالب واحد. تمثل القيلة الحالبية البسيطة، التي تنطوي على حالب واحد فقط، 20% من الحالات. ويؤثر هذا المرض على واحد من كل 4000 شخص، على الأقل أربعة أخماسهم من الإناث. وفي كثير من الأحيان يكون المرضى من العرق القوقازي.
منذ ظهور الموجات فوق الصوتية، يتم تشخيص معظم حالات القيلة الحالبية قبل الولادة. وغالبا ما يتم العثور على حالات الأطفال والكبار بالصدفة، من خلال التصوير التشخيصي الذي يتم إجرائه لأسباب غير ذات صلة.

## التصنيف
داخل المثانةالقيلة الحالبية محصورة داخل المثانة.
منتبذةيمتد جزء من القيلة الحالبية إلى عنق المثانة أو الإحليل.
تضيقيةالقيلة الحالبية محصورة داخل المثانة مع فتحة ضيقة.
مصريةقيلة حالبية منتبذة ذو فوهة بعيدة عن عنق المثانة.
تضيقية مصريةالفوهة ضيقة وبعيدة عن عنق المثانة على حد سواء.
قيلة حالبيةقيلة حالبية منتبذة تمتد إلى الإحليل، ولكن الفوهة في المثانة.

## العلامات والأعراض

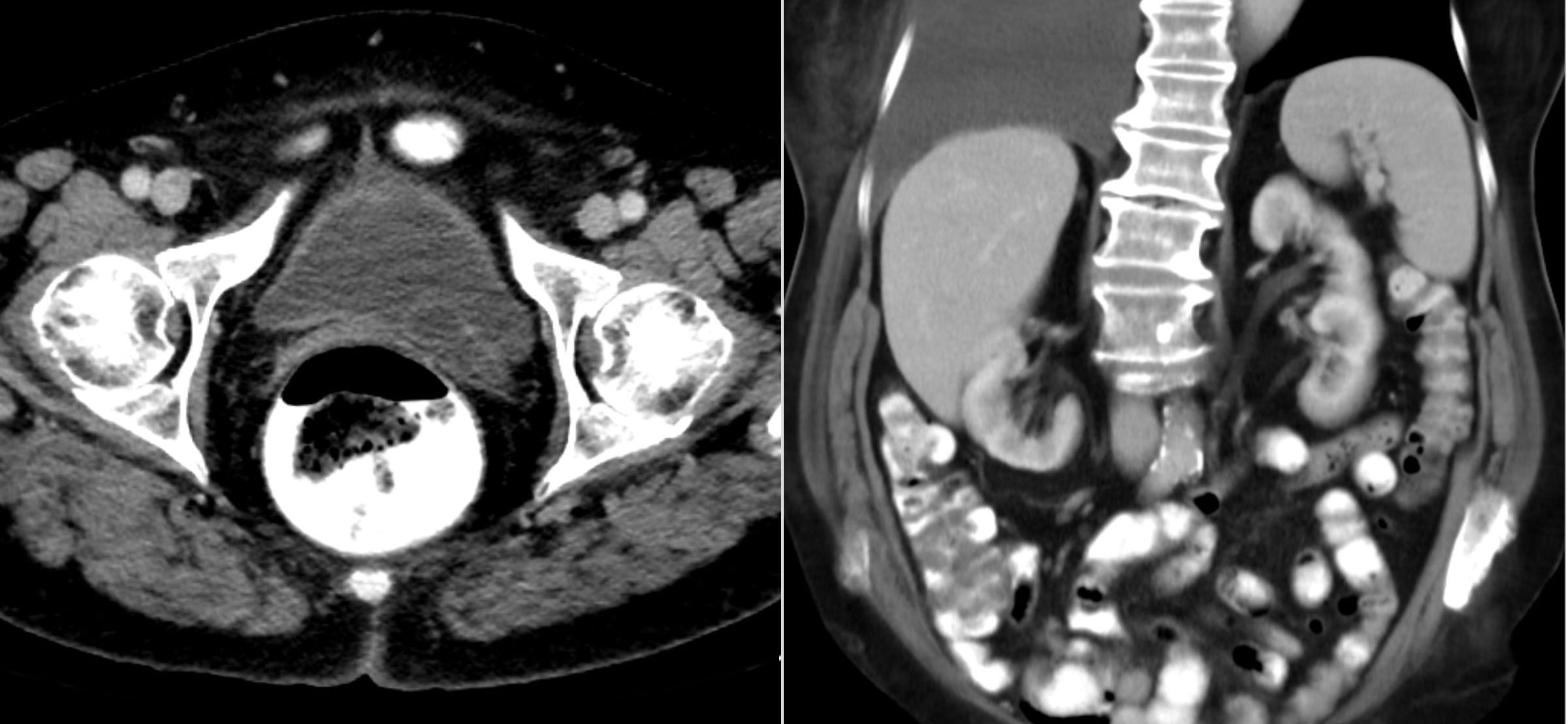
أشعة مقطعية تظهر قيلة حالبية مرتبطة بنظام جمع مضاعف للكلى اليسرى.

علامات وأعراض الحالب في الشكلين الأخيرين يمكن بسهولة أن تختلط مع حالات طبية أخرى. ويمكن أن تشمل الأعراض:
- التهابات المسالك البولية المتكررة
- التهاب الحويضة والكلية
- أعراض الإفراغ الانسدادي
- احتباس البول
- فشل النمو
- بول دموي
- آلام دورية في البطن
- تحصي البول
- علامة رأس الكوبرا في التصوير الشعاعي
- في الإناث: التهاب البوق ، وموه البوق مع الإنتان أو التواء.

## المضاعفات
تنشأ العديد من المضاعفات الأخرى من القيلة الحالبية. وعادة ما تكون نظم الجمع الزائدة أصغر في القطر من الحالب الفردي، مما يُعرض المريض إلى حصى الكلى غير القابلة للمرور. وتزيد فعالية «المثانة داخل المثانة» هذه المشكلة عن طريق زيادة اصطدام جزيئات حمض اليوريك، وهي العملية التي يتم بها تشكيل حصوات حمض اليوريك. وترتبط القيلة الحالبية أيضًا مع ضعف وظائف الكلى، مما قد يسبب انسداد متكرر للحالب؛ مما يؤدي إلى أضرار خطيرة بالكلى. وفي حالات أخرى، يكون جزء علوي صغير من الكلى غير وظيفي. وعلى الرغم من أن القيلة الحالبية غالبا ما تكون حميدة، إلا أن هذه الحالة يمكن أن تتطلب استئصال الأجزاء غير العاملة.

## الأسباب
لم يتم العثور على أسباب نهائية للقيلة الحالبية. وفي حين أن النمو غير الطبيعي يحدث داخل الرحم، إلا أنه لم يتم إثبات أن الجينات الوراثية هي المسؤولة.

## العلاج
- القيلة الحالبية الفردية: العلاج الأولي هو عادة شق القيلة الحالبية بالمنظار، والتي يمكن أن يتبعها جراحة إعادة زرع الحالب؛ للحفاظ على وظيفة الكلى ومنع ارتجاع البول.
- قيلة الحالب المزدوجة: تختلف خيارات العلاج مع كل فرد، وتشمل: الشق بالمنظار لفوهة الحالب المقابلة في حالة تضيق فوهة الحالب، أو استئصال القطب العلوي غير العامل للكلية مع استئصال الحالب، أو مفاغرة حالبية حويضية إذا كانت وظيفة الكلى مفيدة.